# Daniël Vangroenweghe
 (juillet 2022).
La mise en forme du texte ne suit pas les recommandations de Wikipédia : il faut le « wikifier ».
Les points d'amélioration suivants sont les cas les plus fréquents. Le détail des points à revoir est peut-être précisé sur la page de discussion.
- Les titres sont pré-formatés par le logiciel. Ils ne sont ni en capitales, ni en gras.
- Le texte ne doit pas être écrit en capitales (les noms de famille non plus), ni en gras, ni en italique, ni en « petit »…
- Le gras n'est utilisé que pour surligner le titre de l'article dans l'introduction, une seule fois.
- L'italique est rarement utilisé : mots en langue étrangère, titres d'œuvres, noms de bateaux, etc.
- Les citations ne sont pas en italique mais en corps de texte normal. Elles sont entourées par des guillemets français : « et ».
- Les listes à puces sont à éviter, des paragraphes rédigés étant largement préférés. Les tableaux sont à réserver à la présentation de données structurées (résultats, etc.).
- Les appels de note de bas de page (petits chiffres en exposant, introduits par l'outil «  Source ») sont à placer entre la fin de phrase et le point final[comme ça].
- Les liens internes (vers d'autres articles de Wikipédia) sont à choisir avec parcimonie. Créez des liens vers des articles approfondissant le sujet. Les termes génériques sans rapport avec le sujet sont à éviter, ainsi que les répétitions de liens vers un même terme.
- Les liens externes sont à placer uniquement dans une section « Liens externes », à la fin de l'article. Ces liens sont à choisir avec parcimonie suivant les règles définies. Si un lien sert de source à l'article, son insertion dans le texte est à faire par les notes de bas de page.
- La présentation des références doit suivre les conventions bibliographiques. Il est recommandé d'utiliser les modèles {{Ouvrage}}, {{Chapitre}}, {{Article}}, {{Lien web}} et/ou {{Bibliographie}}. Le mode d'édition visuel peut mettre en forme automatiquement les références.
- Insérer une infobox (cadre d'informations à droite) n'est pas obligatoire pour parachever la mise en page.

Pour une aide détaillée, merci de consulter Aide:Wikification.
Si vous pensez que ces points ont été résolus, vous pouvez retirer ce bandeau et améliorer la mise en forme d'un autre article.
Daniël Vangroenweghe (Bruges, 28 mars 1938) est un historien belge et un anthropologue spécialiste de l'Afrique centrale et du passé colonial belge. Il est surtout connu pour son œuvre Red Rubber. Léopold II et son Congo de 1985, qui documente les crimes coloniaux entourant la production de caoutchouc dans l'État libre du Congo de Léopold II de Belgique (1885-1908).

## Biographie
Daniël Vangroenweghe est né en 1938 à Bruges. Dans les années 1960, il interrompt ses études de philologie classique à l'Université catholique de Louvain et se rend pour la première fois au Congo, qui vient de devenir indépendant, pour un service militaire alternatif. Il y reste plus de deux ans pour enseigner dans la province de l'Équateur parmi les Mongo. De retour en Europe, il étudie la philosophie et l'anthropologie sociale et culturelle à Louvain et à Paris, à la Sorbonne où enseigne également Claude Lévi-Strauss. Pendant cette période, il est également retourné au Congo pour des recherches anthropologiques sur le terrain avec les Ekonda. 
Après avoir obtenu son doctorat, Vangroenweghe a enseigné dans l'enseignement secondaire à Ostende et a effectué des recherches de sources historiques dans des archives. L'accès aux documents sensibles lui a toujours été refusé, jusqu'à ce que le départ à la retraite de l'archiviste des Archives d'Afrique à Bruxelles lui permette de lire le rapport de la Commission Janssens. Il a ensuite vu des couvertures sur lesquelles était écrit Ne pas communiquer aux chercheurs et des index sur lesquels les documents détruits étaient marqués Ne se trouve plus dans les archives. Cela a conduit à la publication de son livre "Red Rubber" en 1985. 
En 1992, il a été nommé professeur invité au département des langues et cultures africaines de l'université de Gand. De 1996 à 1998, il a été détaché par le ministère de l'éducation pour mener des recherches sur le SIDA dans le Tiers-Monde, qui ont abouti à la publication d'un épais ouvrage de référence, Sida en Afrique. En 2001, il a de nouveau été nommé professeur invité à Gand, au département d'histoire des nouveautés. Il est resté à ce poste jusqu'à son éméritat en 2007.

## Caoutchouc rouge
La publication de "Red Rubber" en 1985 a eu un impact majeur sur l'historiographie coloniale belge et le débat social autour du passé colonial de la Belgique.
La publication, "Red Rubber", a révélé pour la première fois le caractère systématique de la terreur qui régnait dans les vastes concessions de l'ABIR, de l'Anversoise et des domaines de la Couronne gérés directement par Léopold II. Exécutions statutaires, tortures, viols et prises d'otages de femmes, meurtres aveugles avaient créé un climat de terreur qui avait permis à Léopold II et à une poignée de co-investisseurs d'engranger des profits usuraires grâce à l'exploitation du caoutchouc sauvage. Daniel a noté qu'en raison de la violence de l'exploitation du caoutchouc, ainsi que de la perturbation de l'économie locale et de la faible résistance aux maladies, la population de grandes régions a été réduite à moins de la moitié. En outre, il a été démontré que Léopold II et l'administration coloniale de Bruxelles en avaient eu connaissance."
La publication du livre en néerlandais et en français a suscité, au milieu des années 1980, l'émoi nécessaire en Belgique, qui souffrait d'une amnésie collective concernant son passé colonial. L'ancien général de la Force publique et président de Pro Belgica, Émile Janssens, a écrit une lettre de protestation au ministre de l'Éducation nationale, Daniël Coens, lui demandant d'enquêter sur le "comportement" de Vangroenweghe. Le ministre a mis en place une commission d'enquête et a envoyé quelques inspecteurs à Vangroenweghe.
Daniel, cependant, réfute assez facilement les accusations inexactes de Janssens. Il se réfère à ce qui a déjà été publié par Stengers et Vansina, et informe les deux inspecteurs - de parfaits profanes en la matière - de ses découvertes miraculeuses dans des archives nationales et étrangères. ... . . Lorsqu'en septembre de la même année une question parlementaire a été posée au ministre à ce sujet, il a répondu qu'une enquête avait été ouverte, mais que la conclusion finale était que la personne concernée ne pouvait être accusée d'aucune infraction."
Les conclusions de ce livre ont été reprises au niveau international en 1998 par l'historien américain Adam Hochschild, qui a basé son best-seller King Leopold's Ghost sur les travaux de Vangroenweghe et de Jules Marchal.